# Phyllodromica transylvanica
Phyllodromica transylvanica es una especie de cucaracha del género Phyllodromica, familia Ectobiidae. Fue descrita científicamente por Vidlička en 1994.
Habita en Rumania.